# In a Heartbeat - I ragazzi del pronto soccorso
In a Heartbeat - I ragazzi del pronto soccorso è una serie televisiva ispirata alle squadre reali di paramedici statunitensi, le quali sono formate da studenti delle scuole superiori dislocati in tutta la nazione. La serie ha debuttato in patria nel 2000 ed è andata in onda fino al 2001. La storia segue la vita di diversi teenager che fanno volontariato in una squadra di paramedici part-time, mentre continuano ad andare a scuola e tentano di conciliare il volontariato con la loro vita di normali adolescenti.
In Canada la serie è stata messa in onda sul canale televisivo Family, mentre negli Stati Uniti, come in Italia, su Disney Channel. La fiction prende spunto dal Post 53, un programma di soccorso d'emergenza reale portato avanti dagli studenti della scuola superiore di Darien, Connecticut. A causa delle critiche ricevute, la serie è stata tra le poche delle serie televisive Disney a non raggiungere i 65 episodi.

## Trama
La squadra emergenza è composta da Hank Beecham (Danso Gordon), giocatore di football della scuola e soccorritore di grado intermedio nella squadra, Val Lanier (Reagan Pasternak), ottima studentessa e cheerleader, Tyler Connell (Shawn Ashmore), anch'egli giocatore di football e migliore amico di Hank, ed infine Jamie Waite (Christopher Ralph), il nuovo membro della squadra che vi si ritrova, inizialmente, non per sua scelta ma come risultato di un programma che aiuta gli adolescenti problematici a trovare la propria strada. Waite è visto come il ribelle del gruppo.
Altri personaggi regolari nella serie sono Brooke Lanier (Lauren Collins), la sorellina di Val di 12 anni che partecipa alla squadra com volontaria dopo scuola e il cui compito principale è quello di amministrare la burocrazia, e Caitie Roth (Jackie Rosenbaum), la migliore amica di Val dallo stile gothic. Caitie è anche buona amica di Jamie.

## Cast

### Principale
- Danso Gordon: Hank Beecham
- Reagan Pasternak: Val Lanier
- Shawn Ashmore: Tyler Connell
- Christopher Ralph: Jamie Waite

### Di supporto
- Lauren Collins: Brooke Lanier
- Jackie Rosenbaum: Caitie Roth

## Episodi
| nº | Titolo originale                 | Titolo italiano | Prima TV USA      | Prima TV Italia |
| -- | -------------------------------- | --------------- | ----------------- | --------------- |
| 1  | Pilot 1                          |                 | 26 agosto 2000    |                 |
| 2  | Pilot 2                          |                 | 26 agosto 2000    |                 |
| 3  | Things That Go Bump in the Night |                 | 2 settembre 2000  |                 |
| 4  | The Adventures of Super Val      |                 | 9 settembre 2000  |                 |
| 5  | Changing Times                   |                 | 16 settembre 2000 |                 |
| 6  | Cinderella Syndrome              |                 | 23 settembre 2000 |                 |
| 7  | Go Team                          |                 | 30 settembre 2000 |                 |
| 8  | And the Winner Is                |                 | 7 ottobre 2000    |                 |
| 9  | A Night to Remember              |                 | 14 ottobre 2000   |                 |
| 10 | New Kid in Town                  |                 | 3 novembre 2000   |                 |
| 11 | You Say It's Your Birthday       |                 | 17 novembre 2000  |                 |
| 12 | Four EMTs and a Kid              |                 | 8 dicembre 2000   |                 |
| 13 | Friends Don't Let Friends...     |                 | 15 dicembre 2000  |                 |
| 14 | Power to the Pathetic            |                 | 4 febbraio 2001   |                 |
| 15 | Race of a Lifetime               |                 | 11 febbraio 2001  |                 |
| 16 | Star Struck                      |                 | 18 febbraio 2001  |                 |
| 17 | Hero                             |                 | 25 febbraio 2001  |                 |
| 18 | The Boy's No Good                |                 | 4 marzo 2001      |                 |
| 19 | Be True to Your School           |                 | 11 marzo 2001     |                 |
| 20 | Read My Lips                     |                 | 18 marzo 2001     |                 |
| 21 | Time's Up                        |                 | 25 marzo 2001     |                 |

## Critiche
La serie ha ricevuto delle critiche a causa di alcuni suoi contenuti drammatici. La messa in onda su Disney Channel è stata fermata dopo un anno dal suo avvio, a causa del cambio di immagine del canale che ha iniziato a puntare su programmi più leggeri in grado di attirare un pubblico più giovane.